# ヴァルトブルン (オーデンヴァルト)
ヴァルトブルン (ドイツ語: Waldbrunn) は、ドイツ連邦共和国バーデン＝ヴュルテンベルク州ネッカー＝オーデンヴァルト郡に属す町村（以下、本項では便宜上「町」と記述する）。この町は、エーバーバッハから約10km、モースバッハから約15kmの距離がある。

## 地理
ヴァルトブルンは、オーデンヴァルトの最高峰であるカッツェンブッケル山の麓に位置する。わずかな平地と谷を耕作して農業が行われている。町域の55%以上が森に覆われている。

### 自治体の構成
この町は、ミュルベン、オーバーディールバッハ、ショルブルン、シュトリュムプフェルブルン、ヴァルトカッツェンバッハ、ヴァイスバッハの各地区からなる。この町は、ビーナウ、ネッカーゲラハ、ツヴィンゲンベルクと自治体行政連合を形成する。

### 気候
ヴァルトブルンは、ネッカータール＝オーデンヴァルト自然公園内の、州でよく知られた保養地である。ヴァルトブルンは、気候上、山地性気候に分類される。特徴は絶え間ない風で、カッツェンブッケル山周辺地域では「ヴィンターハウフ」（冬の息吹）とも呼ばれる。

## 歴史
1973年1月1日に、オーバーディールバッハ、ショルブルン、シュトリュムプフェルブルン、ヴァルトカッツェンバッハ、ヴァイスバッハが合併して新しい自治体ヴァルトブルンが発足した。1975年にミュルベンが合併した。

### 宗教
ヴァルトブルンは宗教改革以降、プロテスタントが優勢である。現在でもシュトリュムプフェルブルン区、オーバーディールバッハ区、ショルブルン区に3つのプロテスタントの教会組織があり、この他にカトリックの聖マリア教区組織がある。

## 行政

### 議会
ヴァルトブルンの議会は20議席からなる。

### 友好都市
- コーバースドルフ （オーストリア、ブルゲンラント州）

フランス、モゼル県のFreyming-Merlebachとも大変に親密な関係にある。

## 文化と見所

### 建築

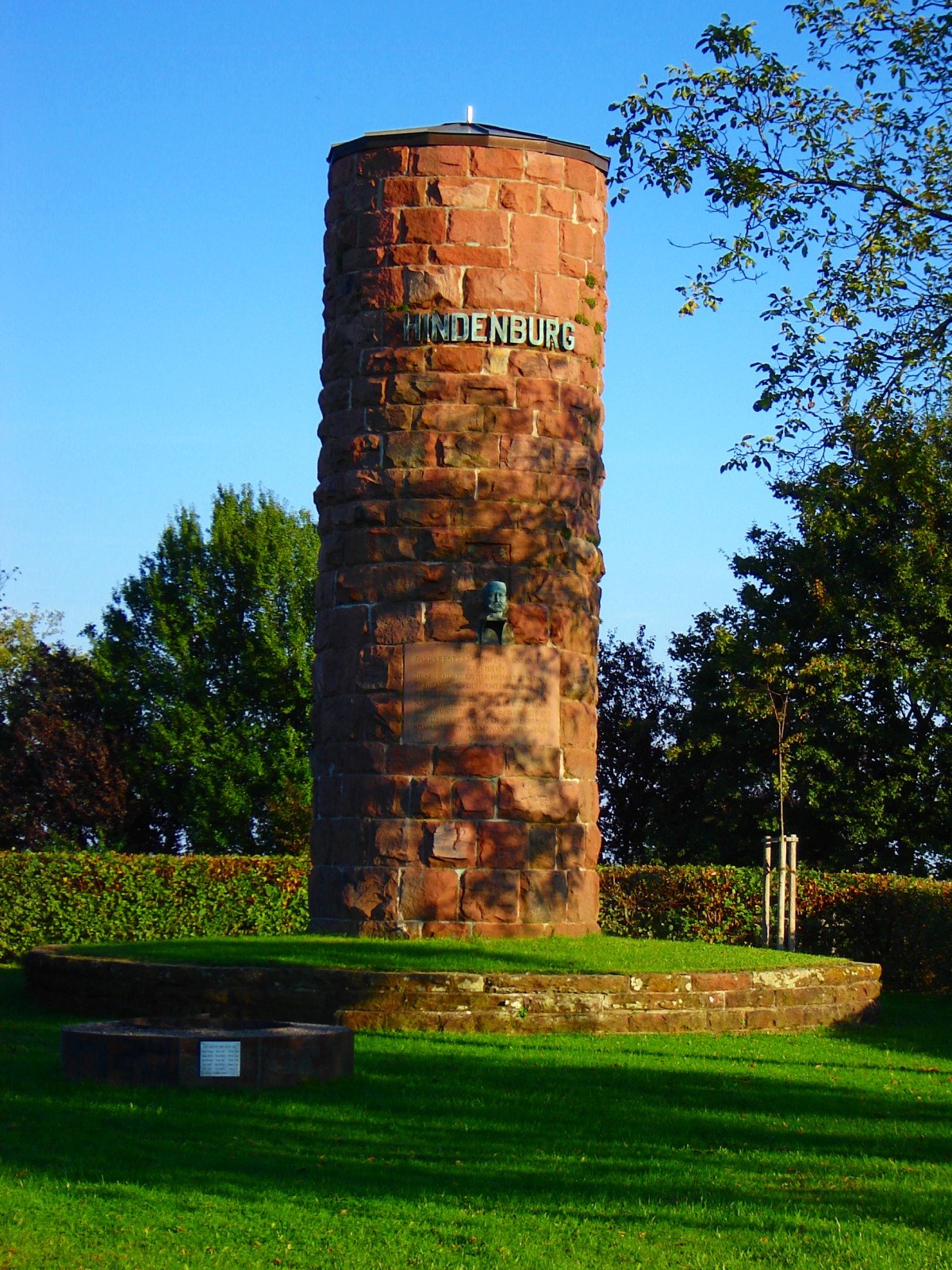
ヒンデンブルク塔

- リーメス - 古代ローマ帝国の国境。2005年にユネスコの世界遺産に登録されている。
- ヒンデンブルク塔 - 第一次世界大戦時の陸軍元帥で後に大統領となるパウル・フォン・ベネッケンドルフ・ウント・ヒンデンブルクが1901年の秋の軍事演習に因んだもので、ヒンデンブルク柱と呼ばれる。この塔は登ることができ、展望台にもなっている。1927年にシュトリュムプフェルブルンとオーバーディールバッハの間に建設された。
- カッツェンブッケル山の高さ18mの展望塔 - ここからは、森に覆われた山頂部や、オーデンヴァルトの尾根などを一望できる。

### 公園
- ミュルベン・クアパーク

## 経済と社会資本
ヴァルトブルンの経済構造は、比較的多くの小規模企業からなっている。その原因は、農業を主体とするネッカー＝オーデンヴァルト郡の周縁部に位置し、交通の便が良くないことにあり、現在も多くの農業関連企業が存在している。最大の雇用主は、包装用機械製造のMaschinenfabrik Gerd Mosca AG社である。
この他の重要な収入源は、観光業である。保養地であるヴァルトブルンには、多くの別荘や休日滞在型マンションがある。近郊からばかりでなくヨーロッパ全土からゲストが訪れる。滞在中の楽しみは、オーデンヴァルトの最高峰であるカッツェンブッケル山（海抜626m）や周辺の遊歩道である。

## 人物

### 出身者
- テオドール・ゴットヒルフ・ロイトヴァイン（1849年 - 1921年）ドイツ領南西アフリカの防衛部隊司令官、総督
- ハラルト・B. シェーファー（1938年 - ）政治家 (SPD)、バーデン＝ヴュルテンベルク州元環境大臣
- パウル・シュタイナー（1957年 - ）サッカー選手
- ティモ・ブラハト（1975年 - ）トライアスロン選手

## 引用
1. ↑  Statistisches Landesamt Baden-Württemberg – Bevölkerung nach Nationalität und Geschlecht am 31. Dezember 2023 (CSV-Datei)